# Franz Wichards
Franz August Wichards (* 12. November 1856 in Stettin; † 30. September 1919 in Berlin-Schöneberg) war ein deutscher Architekt.

## Leben
Wichards studierte in Berlin Architektur und war für Alfred Messel tätig. Er legte im März 1881 die Bauführerprüfung (das erste Staatsexamen) im Hochbaufach in Berlin ab und wurde nach dem bestandenen zweiten Staatsexamen im Februar 1886 zum Regierungsbaumeister (Assessor in der öffentlichen Bauverwaltung) ernannt. Zusammen mit Hermann Solf (1856–1909) führte er ab 1890 das Architekturbüro Solf und Wichards in Berlin.

## Bauten und Entwürfe (Auswahl)
- 1885: Wettbewerbsentwurf einer Textilbörse für Berlin (Schinkelwettbewerb)
- vor 1887: Türen oder Eingangsportale zum Haus Jägerstraße 59/60 in Berlin (Friedrichstadt)[7]
- vor 1887: Eingangstür und Treppe des Hauses Lessingstraße 39 in Berlin[8]
- 1884: Wettbewerbsentwurf einer Villa für M. Katzenstein in Bielefeld (Monatskonkurrenz unter den Mitgliedern des Architekten-Vereins zu Berlin im März 1884)
- 1885: Wettbewerbsentwurf eines Gefallenendenkmals für Stralsund (Monatskonkurrenz unter den Mitgliedern des Architekten-Vereins zu Berlin im Februar 1885)

sowie undatiert
- Kriegerdenkmal für die Gefallenen des Deutsch-Französischen Kriegs 1870/1871 in Stralsund

Zu den ausgeführten Projekten des Büros Solf und Wichards gehören
- das 1890–1891 erbaute Gebäude der Preußischen National-Versicherungsgesellschaft in Stettin
- die 1901–1902 errichtete Villa Noelle
- die 1902 in Betrieb genommene Hochbahn-Station Hallesches Tor südlich des Belle-Alliance-Platzes (heute Mehringplatz) am Landwehrkanal sowie
- das nur wenig weiter östlich stehende große Verwaltungsgebäude an der Gitschiner Straße, das 1903–1905 für das Kaiserliche Patentamt[9] gebaut wurde und heute die Berliner Dienststellen des Deutschen Patent- und Markenamts und des Europäischen Patentamts beherbergt.